# Nela Martínez
Nela Martínez Espinoza (Cañar, Ecuador, 24 de noviembre de 1912-La Habana, 30 de julio de 2004) fue una escritora ecuatoriana, activista y política de tendencia marxista. Fue la primera mujer diputada ecuatoriana, dedicada a estimular la creación de uniones sociales y sindicatos, entre ellos destaca la creación de la Confederación de Trabajadores de Ecuador y de la Alianza Femenina Ecuatoriana. Debido a sus convicciones, se opuso a entregar la Base Militar de Manta a los Estados Unidos y creó lazos fuertes con varias personalidades cubanas. Tal fue su injerencia en el mundo de la lucha social que, en 1973 recibió la orden Ana Betancourt otorgada por el Consejo de Estado.
Recibió una educación religiosa durante su niñez y juventud; sin embargo, renunció a sus creencias cuando se afilió al materialismo dialéctico de Marx. Por esto mismo participó activamente de los movimientos de trabajadores de la décadas de 1930 y 1940 en Ecuador. Posteriormente se enfocó en la escritura desde la ciudad de Quito, publicando bajo varios seudónimos.
Entre ocho mujeres ecuatorianas, Martínez fue seleccionada y reconocida, por su ardua labor, ya que junto a otras grandes mujeres ecuatorianas como Tránsito Amaguaña y Dolores Cacuango, fue la gestora de la educación bilingüe en el país.

## Biografía

### Primeros años
La Nela, como cariñosamente la conoce el pueblo ecuatoriano, nació en La Conga una hacienda en Coyoctor localizada en el cantón El Tambo, fue la hija de Cesar Martínez Borrero y Enriqueta Espinosa Espinosa. Su padre fue un hombre de ideología bastante conservadora, de muchos recursos y propietario de una de las mejores casas ubicadas en la plaza principal de Cañar. Por otro lado, su madre, mujer amante de la lectura y el arte, educó a su hija con todos los valores necesarios. La octava de una larga familia de quince hijos, quien vivió su infancia en la provincia de Cañar, en el sur del Ecuador. Fue desde esta época que empezó a ser consiente de las diferencias entre razas y sobre el dolor de los indígenas al recibir castigos, lo cual se evidencia en su primer poema: Indio en galope de volcanes.
Desarrolló sus estudios primarios en la escuela de monjas Catalinas del Cañar y, en 1924, fue enviada al internado Sagrados Corazones de Cuenca donde continuó con sus estudios. En sus años de secundaria, mostró afín a la lectura y escritura, hacía reseñas y crónicas de arte. Gracias a estas acciones pudo conocer a Enrique Gil GIlbert, Joaquín Gallegos Lara y a José Carlos Mariátegui, quien influyó en las ideas de solidarias de Nela. A sus 16 años, en 1928, Nela Martínez, después de la pérdida de su hogar en Coyocto a manos de la crisis del momento y las garantías de la Iglesia Católica, viaja a la ciudad de Ambato donde se envuelve en su primer trabajo como profesora nocturna de niños de bajos recursos. 
En 1932, en la ciudad de Ambato ocurre una huelga general de trabajadores que reclaman sus derechos. Nela, ante lo ocurrido, se une a la causa de los trabajadores y conforma un núcleo comunista, el cual causa gran admiración entre todos los participantes debido a que ella era la única mujer perteneciente al núcleo. Así comienza la carrera militante y activista de Nela. Ese mismo año, a la corta edad de 21 años, participa en la huelga de los matarifes donde sufre represión por parte de la policía nacional. Luego de este acontecimiento, ingresa oficialmente al partido comunista, lo cual le costaría su trabajo.
Fue en el año de su llegada a la ciudad de Ambato donde Nela Martínez se embarca en su ardua carrera de activista y militante, comenzando por su liderazgo en la huelga de trabajadores ambateños en la cual abraza al pequeño núcleo comunista existente. Fue la única mujer militante del Partido Comunista Ecuatoriano (1931) en Ambato, a través del cual se consiguieron reformas en el Código de Trabajo, la seguridad social y los sindicatos. Fue la única mujer parte del Partido Comunista, hecho que la guio a luego vincularse en Guayaquil, al Sindicato de Panaderos.
En 1935, se asignó a Martínez como la representante de Cañar en la primera organización de unidad de izquierda que se llevó a cabo en la ciudad de Quito. En este mismo tiempo, creó junto a Dolores Cacuango, la Federación Ecuatoriana de Indios así como también las primeras escuelas indígenas donde se impartió el quechua. En 1939, Nela se embarca en una colaboración con el Telégrafo, en el cual trabajaba bajo el seudónimo "Meliasur" y donde tiene la oportunidad de conocer a Joaquín Gallegos Lara, con quién más tarde se casaría y escribiría la novela Los Guandos, completada y publicada en 1982 por ella. En 1941, forma parte de la organización del Comité del Movimiento Popular Anti-totalitario, con el fin de impedir la difusión de las ideas fascistas en la población ecuatoriana. Un año después, en marzo de 1942, inicia la edición y publicación del periódico Antinazi, lo cual fue un momento clave para su carrera ya que se publicaron 36 ediciones del mismo hasta 1944.

### Derrocamiento de Arroyo del Río
Además, en el mismo año perteneció a la agrupación Acción Democrática Ecuatoriana, que luchaba en contra de los abusos efectuados por parte del Presidente Carlos Arroyo del Río. La Gloriosa, revolución en contra del presidente Arroyo, tuvo su victoria el 28 de mayo de 1944 donde se derrocó a Arroyo del Río y, Nela Martínez fue artífice de la dirección de la toma del Palacio del Gobierno. Ejerció, luego de La Gloriosa, trabajo de diputada, luchando por los derechos de las clases vulnerables. Esto se debió a que ante la ausencia de los dirigentes y la exigencia de los trabajadores, estudiantes y el pueblo ecuatoriano para llegar al Palacio de gobierno; Nela Martínez asumió el liderazgo político. Después de recibir las armas de los carabineros y los militares, con la seguridad que no iban a ser utilizadas entre ellos ni contra el pueblo, se toma el Palacio y desde ese puesto ordena la liberación de los presos políticos. La conquista es abordada por la traición de Velasco Ibarra quien conjuntamente con la derecha y el Partido Liberal había nombrado su gabinete. Al darse cuenta de la situación, Nela deja el palacio de gobierno y rechaza el ofrecimiento de cargos públicos por parte del presidente y regresa a su hogar.

### Viaje a Centroamérica
En 1946, viajó a Guatemala como representante de la Alianza Femenina Ecuatoriana en el Congreso Internacional de Mujeres latinoamericanas. El año siguiente, Martínez se embarco en un viaje alrededor de diversos países centroamericanos donde impartió su conocimientos a través de charlas y donde pudo constatar el sufrimiento de poblaciones por la presencia de las dictaduras. A finales del año 1946 en representación de la Alianza Femenina Ecuatoriana viaja al Congreso Internacional de Mujeres latinoamericanas, el cual se celebró en Guatemala y donde por primera vez la mujer condenó la utilización de la bomba atómica. Al finalizar las sesiones aceptó permanecer en Guatemala para ayudar a conformar el Partido Comunista en esa nación. Viaja por Centroamérica, y dicta numerosas conferencias para organizar a las mujeres; Martínez es testigo de las dictaduras de Carías Andino en Honduras, Molina en El Salvador y Somoza en Nicaragua. Termina su gira en Panamá y se ve obligada a volver a Ecuador en 1948 ya que su vida corría peligro.

### Viaje a Europa
La lucha por España, contra el fascismo y contra la bomba atómica, hacen que en el año 1949 sea delegada al Primer Congreso por la Paz en París. Viaja a Cuba antes de la Revolución, puesto que los Estados Unidos le negaron la visa para viajar por ese país hacia Francia. Se quedó un año en Europa, y participó con la Federación de Mujeres en Polonia, Checoslovaquia, URSS, Italia y otros países de Europa en la organización y desarrollo de las mujeres antifascistas y por la recolección de firmas contra la amenaza de las Guerra Atómica. Participó en Milán en el Congreso de Trabajadores como delegada de Ecuador.

### Regreso a Ecuador
En 1950, Nela Martínez contrajo matrimonio con el que sería su primer esposo, el revolucionario y antifascista francés Raymond Meriguet. Más tarde, en 1963, el gobierno de la República del Ecuador, bajo el mandato de Carlos Julio Arosemena rompe relaciones diplomáticas con Cuba. Es en ese entonces cuando Nela Martínez guarda la bandera cubana de la embajada de Cuba en Quito. Años después, en 1979, cuando el presidente Jaime Roldós Aguilera restableció la relaciones diplomáticas con Cuba, Nela entregó la bandera cubana a la embajada Cubana en Quito. Esto se vuelve un gesto inolvidable para el pueblo cubano. En 1977, junto a intelectuales ecuatorianos de alto renombre, como Benjamín Carrión y Oswaldo Guayasamín, Nela fundó el Instituto Cultural José Martí. En este Instituto, Nela tuvo el rol de Coordinadora Ecuatoriana de Amistad y Solidaridad con Cuba.
                                                                                                                                                                                               

Aficionada a la escritura desde su infancia, ingresó en el Partido Comunista de Ecuador  durante su adolescencia, llegó a dirigir dicha agrupación política y a formar parte de sus principales líderes. Nela estuvo a cargo del Ministerio de Gobierno durante dos días, convirtiéndose así en la segunda mujer en dirigir el Ecuador, aunque sin un nombramiento oficial; igual que antes lo había hecho Marietta de Veintemilla, a la que su tío Ignacio de Veintemilla encargaba el poder bastante seguido. Posteriormente, el 12 de diciembre de 1945 accedió a ser la primera mujer con un lugar en el parlamento de la Asamblea Nacional del Ecuador. En su discurso de posesión como diputada demostró sus ideales sobre la representatividad de género al manifestar que las mujeres: 
"Soñaron y lucharon cuando una absurda discriminación sexual trataba de impedir que ellas participaran en la vida política, cultural y social del mundo del que formaban parte y al cual pertenecían..."
Participó en la creación y el liderazgo de diversas organizaciones sociales como la Unión Revolucionaria de Mujeres Ecuatorianas, la Alianza Femenina Ecuatoriana, la Federación Ecuatoriana de Indios (primera organización indígena del Ecuador), el sindicato Confederación de Trabajadores del Ecuador, del Frente Continental de Mujeres contra la Intervención de Estados Unidos. Nela se destacó por su lucha anti intervencionista y antiimperialista frente al gobierno de los Estados Unidos. 
Contrajo matrimonio, en 1934, con el novelista y ensayista Joaquín Gallegos Lara, habiéndose divorciado poco tiempo después. Luego, también contrajo matrimonio con Ricardo Paredes y después con Raymond Meriguet. Junto a Raymond Meriguet, luchó contra el fascismo, educaron, escribieron y crearon varias organizaciones sociales en el Ecuador y en otros países hermanos. Nela Martínez demostró su solidaridad con Cuba antes y después del triunfo de la Revolución y en su última carta hacia Hugo Chávez dio fe de su inquebrantable voluntad de seguir el ejemplo de Manuela Sáenz y otros libertadores. Participó además junto a Dolores Cacuango en la Federación Ecuatoriana de Indios (FEI 1938).
Nela se mantuvo activa hasta el final de su vida, siendo siempre una partidaria de los postulados de ideología marxista, y defensora de la revolución cubana, las FARC-EP, y de los derechos de las mujeres en el Ecuador. Falleció el 30 de julio de 2004 a los 91 años, en La Habana a causa de una enfermedad. Se la recuerda como una de las 10 mujeres latinoamericanas de mayor trascendencia, pero sobre todo, se destaca por su integridad, y su forma de representar la fortaleza femenina.

## Obras
Entre su vasta producción literaria, Nela Martínez se dedicó a producir una gran cantidad de ensayos sobre personajes ecuatorianos femeninos, sobre los cuales se encargó de conocer la información de primera mano. En estos textos, buscaba expresar las incansables ganas de lucha, revolución y admiración por estos personajes. Entre los más destacados están textos dedicados a Manuela Sáenz, Dolores Veintimilla de Galindo y Dolores Cacuango, fuertes figuras femeninas que logran generar un cambio en su entorno. Por su formación marxista y su activismo político, tanto en Ecuador como en Cuba, podemos ver como retrata lucha del pueblo y la revolución como un el momento cumbre de la historia de una persona o una sociedad.
Su trabajo de escritura estuvo orientado a la política e ideología comunista, a la reivindicación de los derechos humanos, a la lucha por la igualdad y por las comunidades vulnerables. Escribió literatura y periodismo político bajo los seudónimos de Nelia Sur, Nelly Azur, Mariana de Pineda, Rosa del pueblo, Ximena de Vivar, Bruna Tristán, Rosa Sol. Sus escritos se publicaron en revistas y periódicos de América Latina. La escritura de ‘La Nela’ Martínez está caracterizada por su enfoque marxista fuertemente influenciado por la Revolución Rusa, la Revolución Cubana, los textos de Karl Marx & Friedrich Engels y por organizaciones como la Cuarta Internacional.
Escribió en varias revistas, artículos sobre su lucha, sobre su ideología y las experiencias vividas en los países que visitaba. En un artículo escrito en 1994, dedicado a la Casa de la Cultura Ecuatoriana, Nela Martínez escribe sobrela trayectoria recorrida por las organizaciones nacionales de mujeres ecuatorianas y reseña los hechos de algunos episodios de la vida política del Ecuador, que fueron impulsados y redireccionados por estas mujeres ecuatorianas. La lucha política que sostuvo la Nela Martínez junto a otras activistas ecuatorianas influye en la nueva imagen que proporciona a la mujer en su litertura: prosa, lírica y en sus textos de no ficción, por igual.
Desde esta perspectiva, Nela planteó su enfoque ideológico y de escritura desde las problemáticas causadas por las diferencias entre hombres y mujeres en su entorno. Desde esta ámbito Nela se convirtió en una de las pioneras del feminismo ecuatoriano. El más apasionado de sus trabajos se orienta a Manuela Sáenz definiéndola como la parábola de la insumisa. Se puede apreciar que Martínez buscaba reconfigurar la visión histórica que se tenía de las mujeres y de su importancia en Ecuador; fortaleciendo sus virtudes más allá de su género, convirtiéndola en un actor de la historia patria más que un asistente. La obra de Nela Martínez refleja a una nueva mujer latinoamericana en igualdad a sus pares masculinos, la cual es capaz de influenciar en su entorno y en su sociedad a través de la política; esta visión se refleja también en la trayectoria política de 'la Nela' Martínez en el Ecuador.
Nela Martínez estaba fuertemente conectada con la comunidad literaria de Ecuador en el momento. Interactuaba con varios otros escritores contemporáneos a ella, incluyendo su propio marido Gallegos Lara. Sostuvo correspondencia con varios de ellos y se ayudó de sus textos para criticar y construir un estilo propio influenciado por su cultura, su entorno y su historia. En sus cartas con su futuro esposo Nela crítica las obras de otros escritores ecuatorianos tales como Pablo Palacio, autor lojano de la época, entre otros libros populares dentro de la comunidad literaria de la época, de política; dialogaban por partes sobre sus posiciones políticas y sus diversas visiones sobre la cultura ecuatoriana. 

### Artículos
- La estrella (1960) Presencia de la mujer ecuatoriana en la poesía Guayaquil.
- La machorra (1967) Revista Altiplano Casa de la Cultura núcleo de Bolívar.
- Cuentos de la tortura. Revista Casa de las Américas Cuba
- Cuadernos de Nueva Mujer (1984) Quito
- Manuela Sáenz. Coronela de los ejércitos libertadores de América. (2000) Taller de comunicación mujer.

### Discursos
- Declaración de Paita
- Discurso de agradecimiento (1990) Acción por el Movimiento de Mujeres, Frente Continental de Mujeres por la Paz y contra la Intervención.

### Ponencias
- La cultura Andina. Aproximación hacia su clave. (1992) Universidad Simón Bolívar de Guaranda.

### Literatura
- Los Guandos (novela coescrita con Joaquín Gallegos Lara) (1982) Editorial El Conejo  Quito.
- Indio en galope de volcanes, poesía de juventud